# Corentin Moutet
Corentin Moutet (*19. dubna 1999 Neuilly-sur-Seine) je francouzský profesionální tenista hrající levou rukou. Ve své dosavadní kariéře na okruhu ATP Tour nevyhrál žádný turnaj. Na challengerech ATP a okruhu ITF získal dvanáct titulů ve dvouhře.
Na žebříčku ATP byl ve dvouhře nejvýše klasifikován v listopadu 2022 na 51. místě a ve čtyřhře v červnu 2017 na 425. místě. Trénuje ho Petar Popović. Dříve tuto roli plnil Laurent Raymond.
Francii reprezentoval na Letních olympijských hrách 2024 v Paříži. Ve třetím kole dvouhry, jako poslední zástupce francouzského tenisu, podlehl Američanu Tommymu Paulovi.

## Tenisová kariéra
V rámci událostí okruhu ITF debutoval v listopadu 2014, když na turnaji v dominikánské La Romaně s rozpočtem 15 tisíc dolarů podlehl ve čtvrtfinále Brazilci Thiagu Monteirovi z šesté světové stovky. Během září 2016 vybojoval v této úrovni tenisu premiérovou trofej v ukrajinském Čerkasy. Ve finále turnaje dotovaného 10 tisíci dolary přehrál Němce Leona Schütta z deváté stovky žebříčku. Na challengerech poprvé triumfoval v říjnu 2017 na brestské události. V boji o titul zdolal Řeka Stefanose Tsitsipase z konce elitní stovky klasifikace.

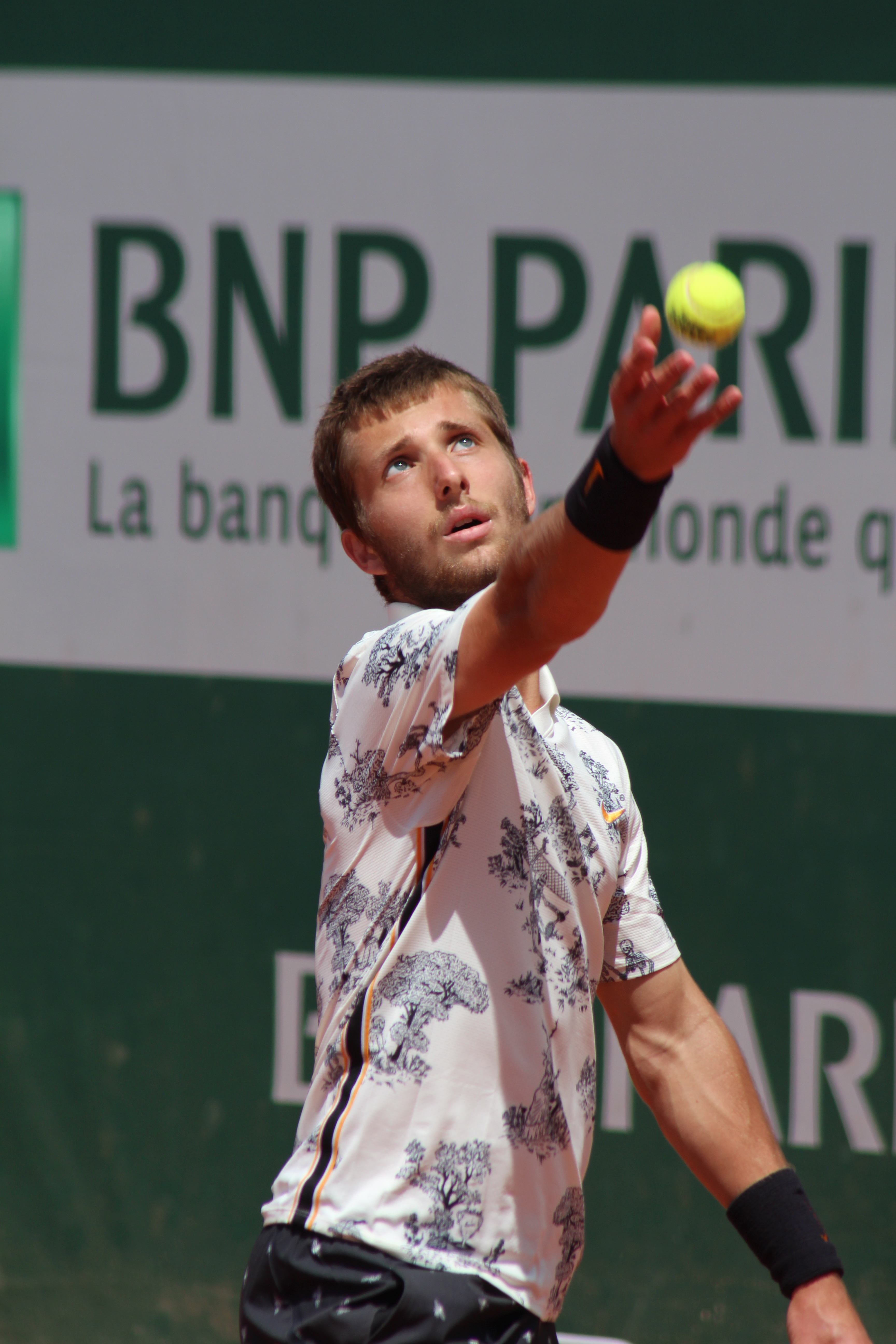
Podání na French Open 2019

Debut v hlavní soutěži nejvyšší grandslamové kategorie zaznamenal v mužském deblu French Open 2017, do něhož obdržel s krajanem Constantem Lestiennem divokou kartu. Jednalo se zároveň o jeho první start v hlavní soutěži okruhu ATP Tour. Po výhře nad Dustinem Brownem a Jan-sun Luem, však ve druhé fázi odebrali jen dvě hry turnajovým jedenáctkám Jeanu-Julienu Rojerovi s Horiou Tecăuem. Grandslamovou dvouhru si poprvé zahrál na Australian Open 2018, opět díky divoké kartě. V úvodním kole však nenašel recept na Itala Andrease Seppiho. Zápas na majorech pak premiérově vyhrál v 19 letech na French Open 2018 po třísetovém vítězství nad 39letým Chorvatem Ivoem Karlovićem. Jednalo se o duel nejmladšího a nejstaršího singlisty v pavouku. Ve druhém kole jej vyřadil osmý nasazený Belgičan David Goffin.
Do premiérového finále na túře ATP postoupil z kvalifikace Qatar ExxonMobil Open 2020 v Dauhá. Na cestě soutěží přehrál tři bývalé členy elitní světové desítky. Ve druhém kole porazil Kanaďana Milose Raonice, následně Španěla Fernanda Verdasca a mezi poslední čtveřicí nejvýše nasazeného Stana Wawrinku. Ve finále jej zdolala ruská turnajová dvojka Andrej Rubljov. Bodový zisk jej poprvé v kariéře posunul na 70. příčku žebříčku. Ve 20 letech se stal nejmladším francouzským finalistou na okruhu od Richarda Gasqueta na Lyon Open 2006. Na zářijovém French Open 2020 neobhájil třetí kolo z předchozího ročníku po úvodní porážce od italského kvalifikanta Lorenza Giustina. Pátou sadu ztratil až poměrem gamů 16–18. Čas utkání 6.05 hodiny znamenal druhý nejdelší zápas v historii Roland Garros a čtvrtý nejdelší na grandslamu.

## Finále na okruhu ATP Tour
| Legenda                   |
| D – dvouhra; Č – čtyřhra  |
| Grand Slam (0)            |
| Turnaj mistrů (0)         |
| ATP Tour Masters 1000 (0) |
| ATP Tour 500 (0)          |
| ATP Tour 250 (0–2 D)      |

### Dvouhra: 2 (0–2)
| Stav      | č. | datum       | turnaj              | kategorie | povrch    | soupeř ve finále  | výsledek      |
| --------- | -- | ----------- | ------------------- | --------- | --------- | ----------------- | ------------- |
| Finalista | 1. | leden 2020  | Dauhá, Katar        | ATP 250   | tvrdý (h) | Andrej Rubljov    | 2–6, 6–7(3–7) |
| Finalista | 2. | červen 2025 | Mallorca, Španělsko | ATP 250   | tráva     | Tallon Griekspoor | 5–7, 6–7(3–7) |

## Tituly na challengerech ATP a okruhu ITF
| Legenda                |
| ---------------------- |
| Challengery (6 D; 0 Č) |
| ITF (5 D; 0 Č)         |

### Dvouhra (12 titulů)
| Č. | datum         | turnaj            | povrch     | poražený finalista | výsledek           |
| -- | ------------- | ----------------- | ---------- | ------------------ | ------------------ |
| 1. | září 2016     | Čerkasy, Ukrajina | antuka     | Leon Schütt        | 6–1, 6–3           |
| 2. | října 2016    | Solin, Chorvatsko | antuka     | Nino Serdarušić    | 6–2, 7–6(7–1)      |
| 3. | května 2017   | Grasse, Francie   | antuka     | Alexandre Müller   | 6–4, 6–3           |
| 4. | září 2017     | Madrid, Španělsko | antuka (h) | Guillermo Olaso    | 6–4, 6–1           |
| 5. | října 2017    | Pula, Itálie      | antuka     | Gianluca di Nicola | 6–1, 6–0           |
| 1. | říjen 2017    | Brest, Francie    | tvrdý (h)  | Stefanos Tsitsipas | 6–2, 7–6(10–8)     |
| 2. | září 2018     | Istanbul, Turecko | tvrdý      | Quentin Halys      | 6–3, 6–4           |
| 3. | únor 2019     | Čennaí, Indie     | tvrdý      | Andrew Harris      | 6–3, 6–3           |
| 4. | červen 2019   | Lyon, Francie     | antuka     | Elias Ymer         | 6–4, 6–4           |
| 5. | červen 2022   | Lyon, Francie (2) | antuka     | Pedro Cachín       | 6–4, 6–4           |
| 6. | září 2022     | Štětín, Polsko    | antuka     | Dennis Novak       | 6–2, 6–7(5–7), 6–4 |
| 7. | listopad 2023 | Helsinki, Finsko  | tvrdý (h)  | Sumit Nagal        | 6–3, 3–6, 6–2      |